# Francesco Jori
Francesco „Checco“ Jori (* 16. Oktober 1889 in Alba, Gemeinde Canazei, Provinz Trentino; † 27. Dezember 1960 in Trient, Provinz Trentino) war ein italienischer Bergsteiger. 

## Biographie
Francesco Jori, von Freunden Checco genannt, war der Schwager des Alpinisten Giovanni Piaz und arbeitete als Schullehrer in Alba, Vigo di Fassa sowie Mezzocorona und später als Rektor in Gröden. Anschließend wurde er Bergführer und Hüttenwirt. Er bewirtschaftete das Schlernhaus, die Kölner Hütte und bis zu seinem Tod das Rifugio Marmolada. Als Bergsteiger vertrat er die Idee des Freikletterns ohne technische Hilfsmittel („Wo ich einen Haken brauche, um durchzukommen, habe ich zu verzichten“). 
Am 19. August 1909 gelang ihm mit der Deutschen Käthe Bröske die Erstbegehung der Punta Fiames-Südostkante (Fiameskante). Eine Wiederholung dieser Route (V, 450 Höhenmeter) gelang erst 1922. Die Tour wurde in den folgenden Jahrzehnten zu einem Kletterklassiker in den Dolomiten. Am 9. August 1911 gelang ihm zudem mit Giovanni Piaz und Irma Glaser die Erstbegehung der Delagoturm-Südwestkante (Delagokante). Auch diese Route (IV+, 100 Hm) wurde eine der meistbegangenen Touren der Alpen und gilt als die schönste Kantenkletterei der Dolomiten. Am 3. Februar 1914 gelang ihm darüber hinaus die erste Winterüberschreitung der Vajolet-Türme.
Als seine größte Leistung gilt die Erstbegehung der 1500 m hohen Agnèr-Nordwand vom 14. auf den 15. September 1921 mit Arturo Andreoletti und Alberto Zanutti. Jori nahm zu dieser Tour im Schwierigkeitsgrad V lediglich vier Haken mit, die er jedoch nicht benötigte. Nach 34 Stunden erreichten die drei den Gipfel und nannten die Route „Via Jori“. Diese ist neben der Nordkante eine der bekanntesten Touren am Agnèr. Eine Begehung im Winter gelang erst 1968 durch Reinhold Messner, der anschließend in einem Brief an Jori seine Bewunderung über die Leistung der Erstbegehung von 1921 zum Ausdruck brachte.
Zu Joris weiteren Erstbegehungen zählen unter anderem Piz Serauta und Kleiner Vernel-Südanstieg an der Marmolata, die Cima dell'Omo-Nordrinne, und der Colać-Südostanstieg.
Einige Monate nach dem Tod seiner Frau, starb Francesco Jori 1960 an den Folgen einer Operation.